# Parabrachiella hoi
Parabrachiella hoi is een eenoogkreeftjessoort uit de familie van de Lernaeopodidae. De wetenschappelijke naam van de soort is voor het eerst geldig gepubliceerd in 1993 door Piasecki.